# Vitvattenstjärnen
Vitvattenstjärnen är en sjö i Bodens kommun i Norrbotten och ingår i Luleälvens huvudavrinningsområde. Sjöns area är 0,02 kvadratkilometer och den befinner sig 65 meter över havet.